# Atia, Harghita
Atia (în maghiară Atyha) este un sat în comuna Corund din județul Harghita, Transilvania, România.
Localnicii au ca principală ocupație agricultura și creșterea vacilor. 
Drumurile ce traversează localitatea nu sunt asfaltate. 
Satul este o atracție turistică, fiind vizitat de turiști din toată Europa.

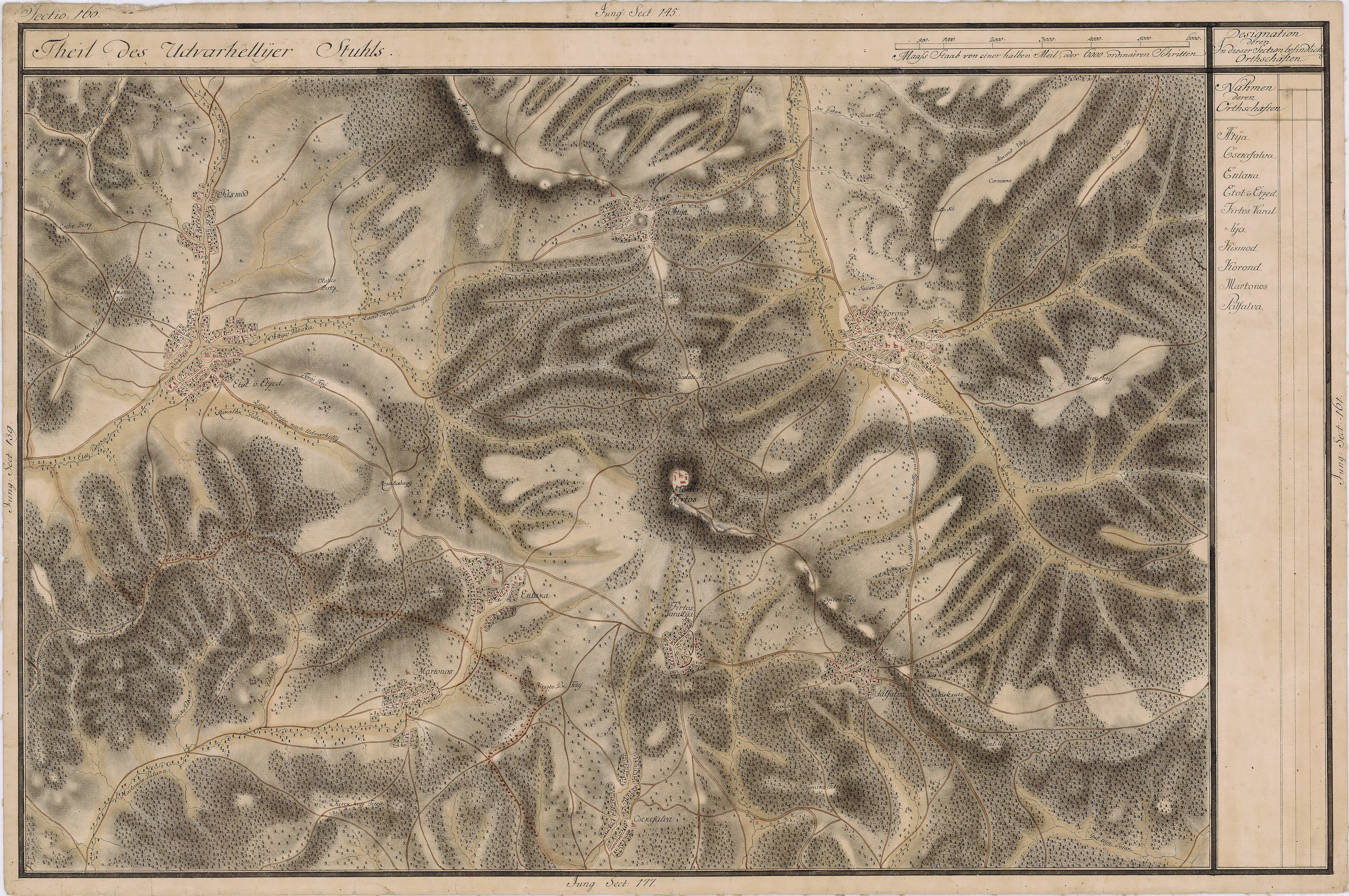
Atia în Harta Iosefină a Transilvaniei, 1769-73

## Vezi și
- Biserica romano-catolică din Atia

## Imagini

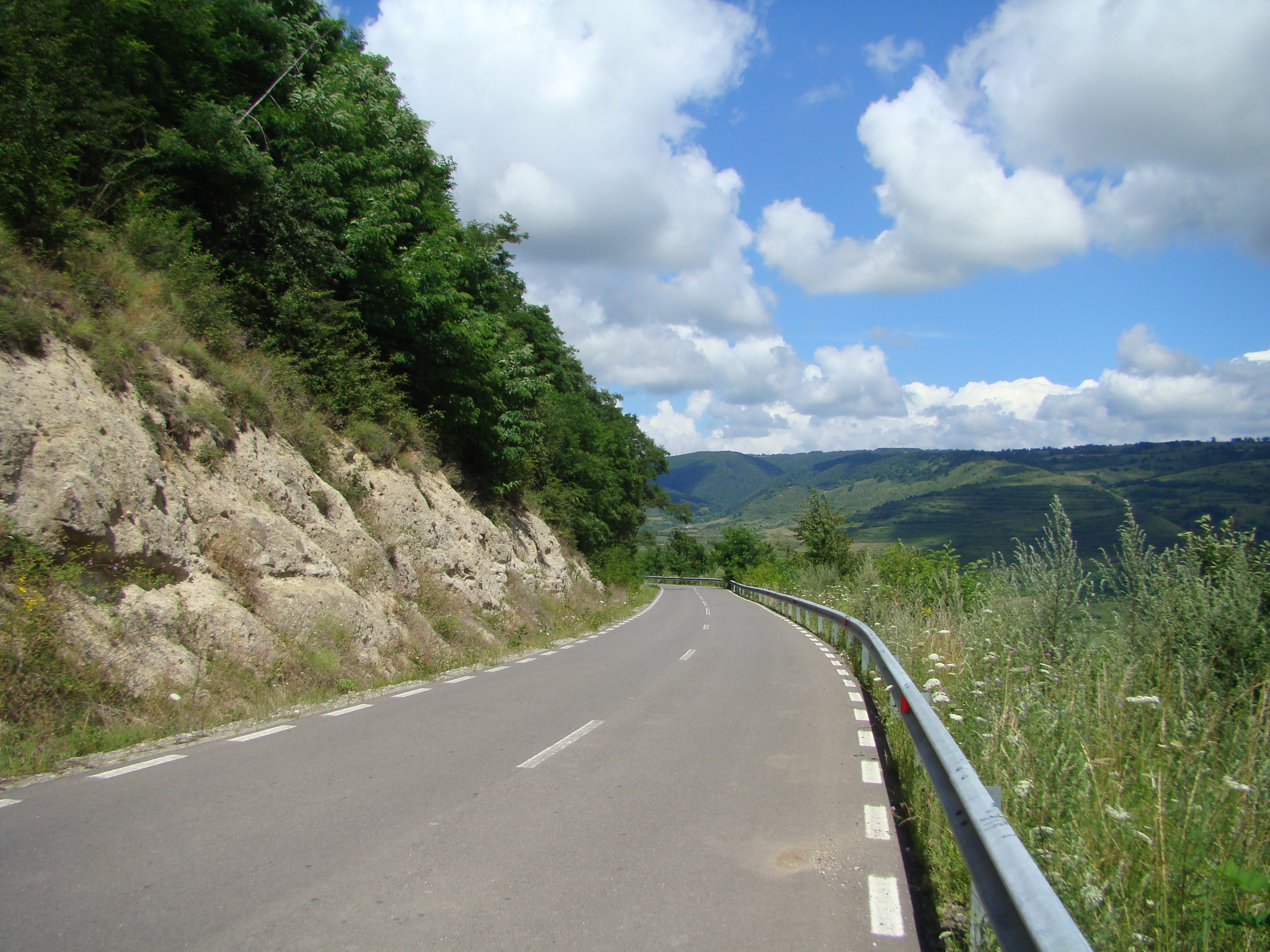
Spectaculosul drum Corund-Atia, recent terminat, un proiect de anvergură al Consiliului Județean Harghita
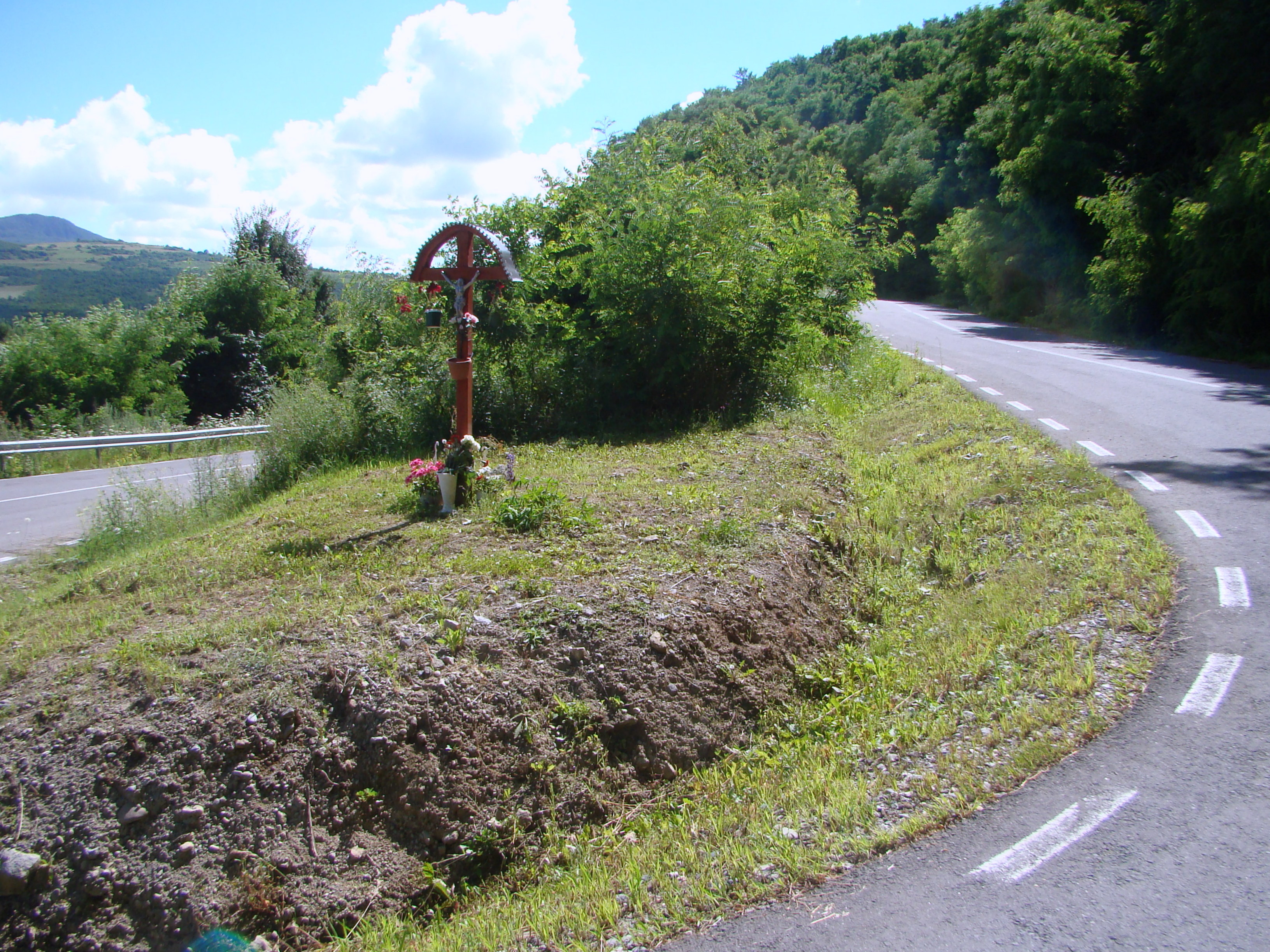
Spectaculosul drum Corund-Atia, recent terminat, un proiect de anvergură al Consiliului Județean Harghita
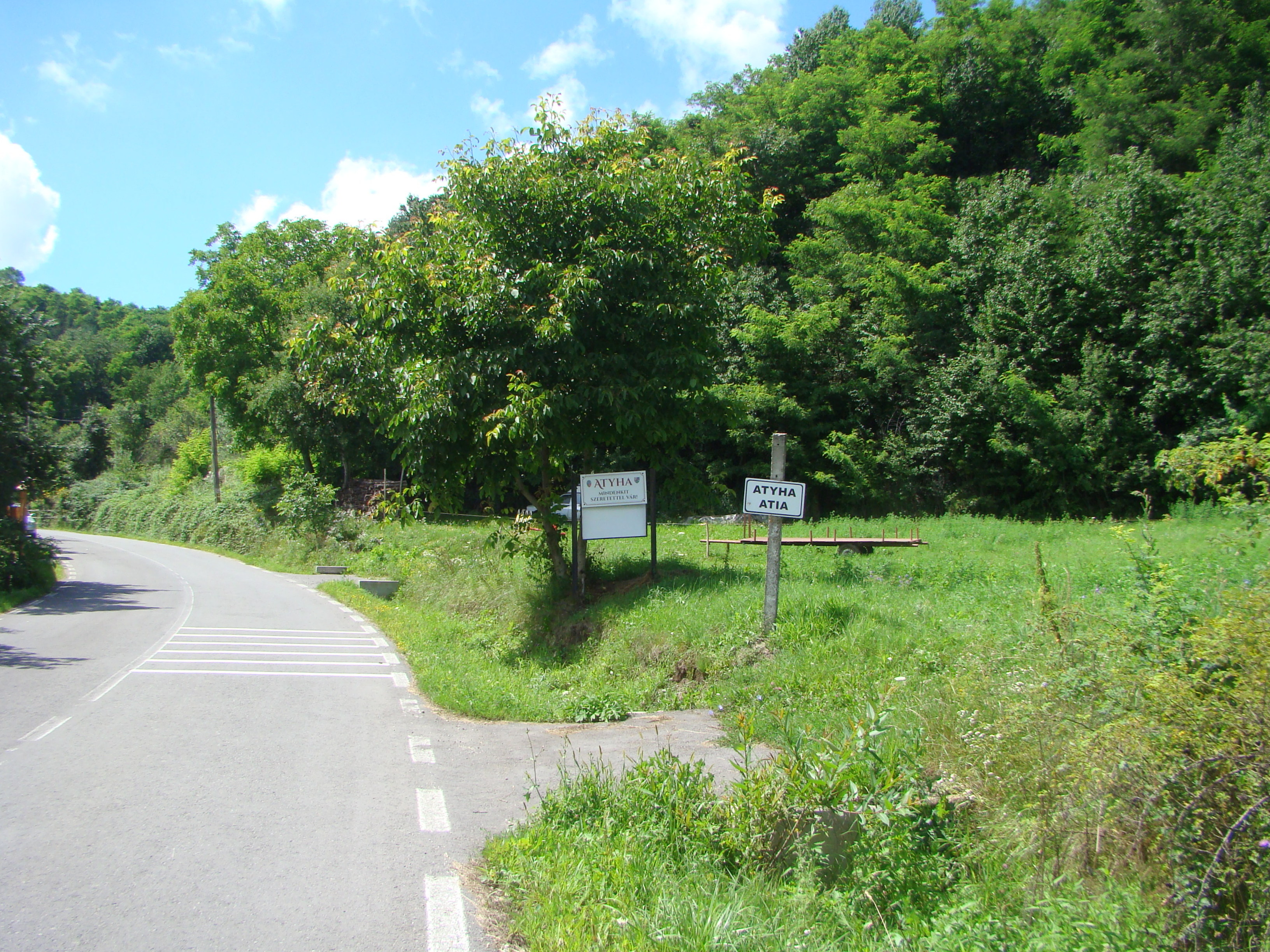
Intrarea în localitate
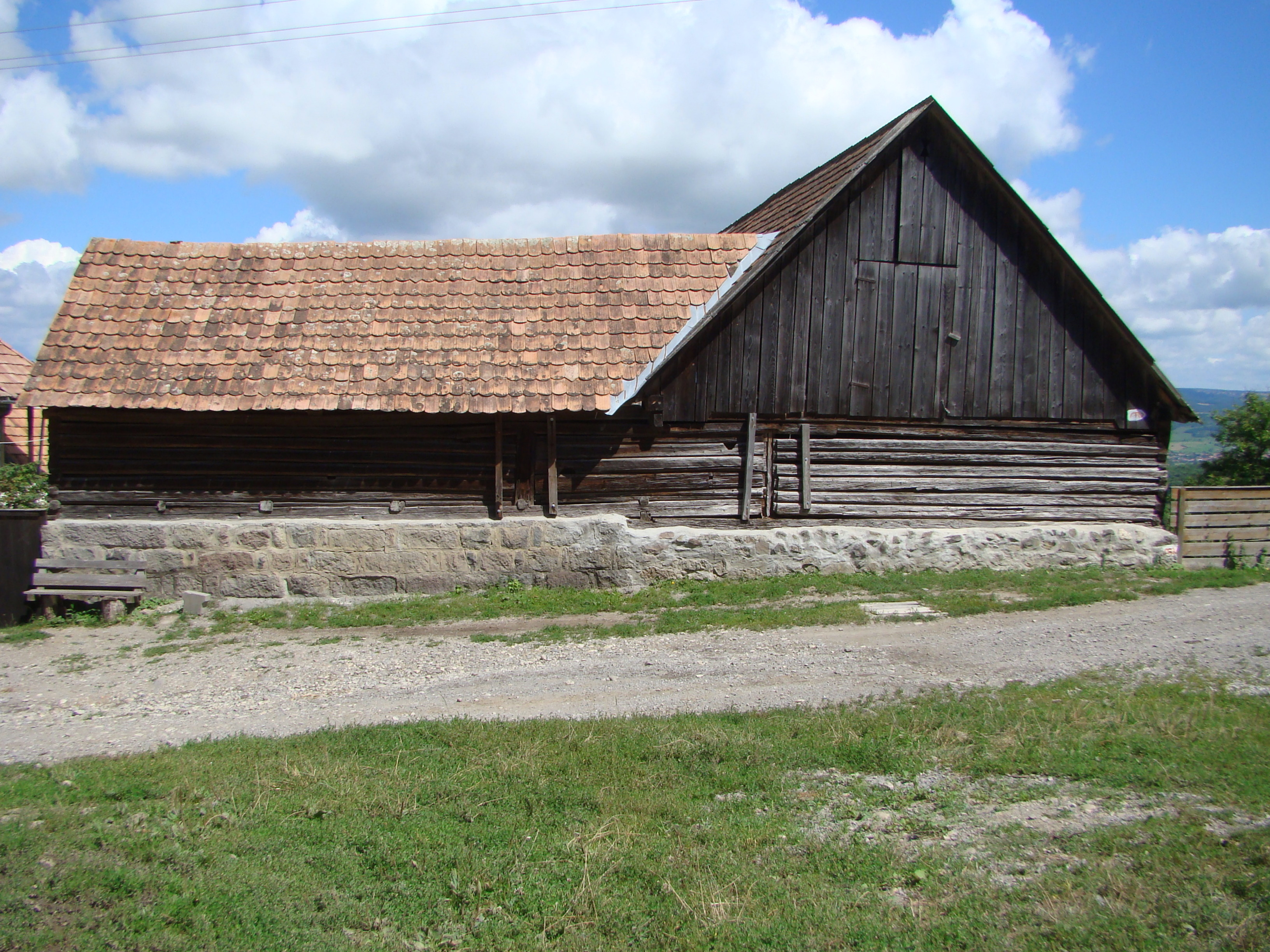
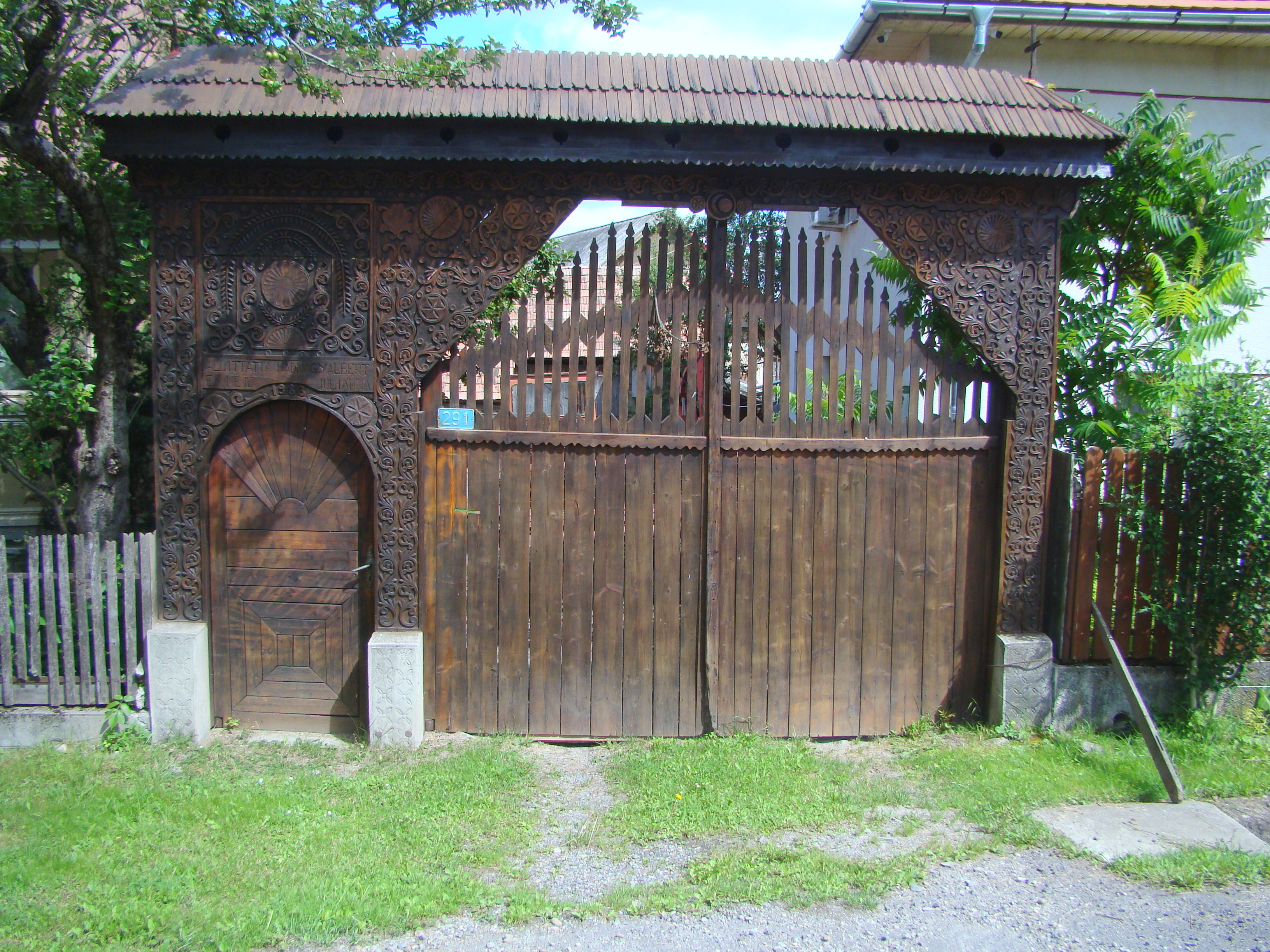
Poartă secuiască de lemn
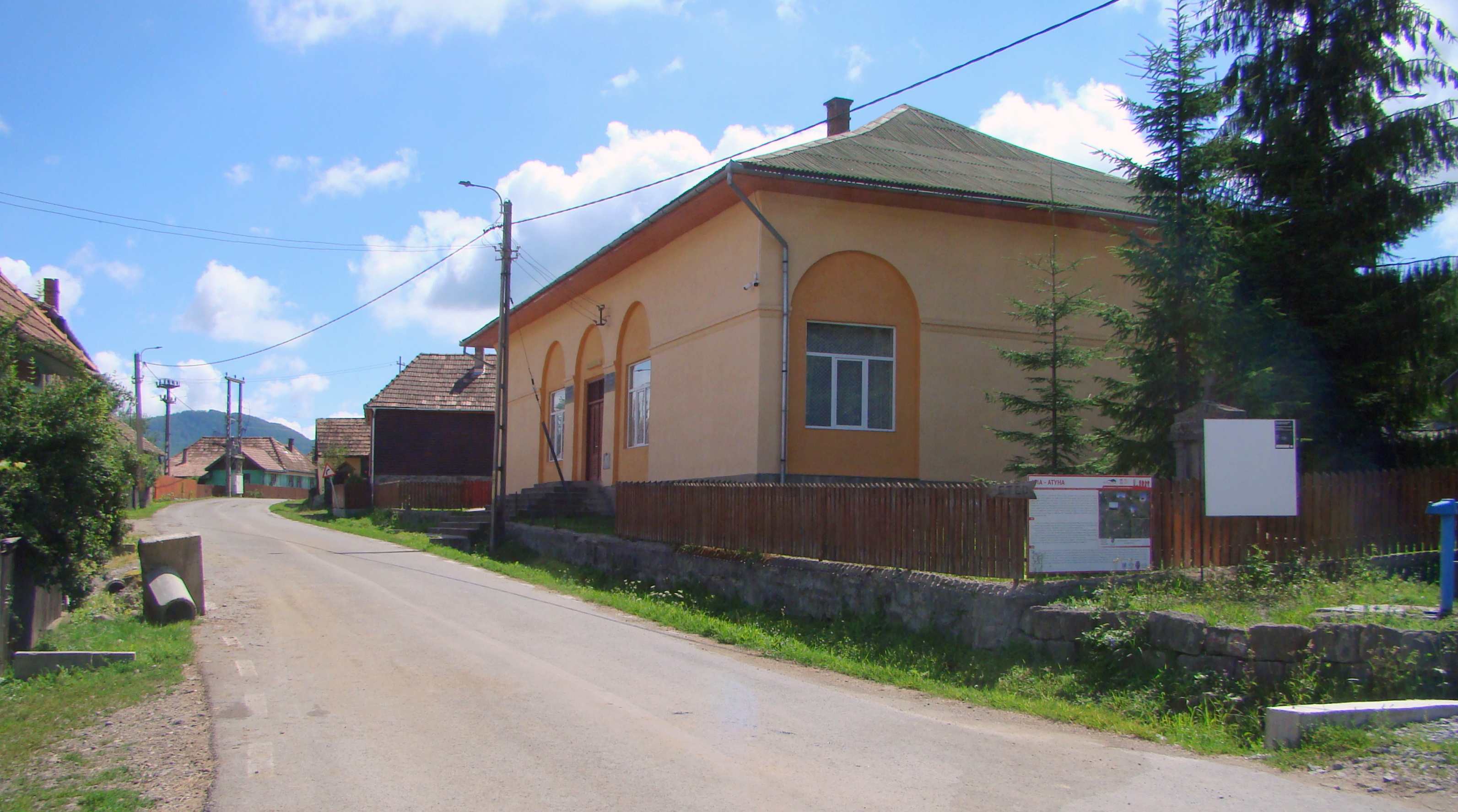
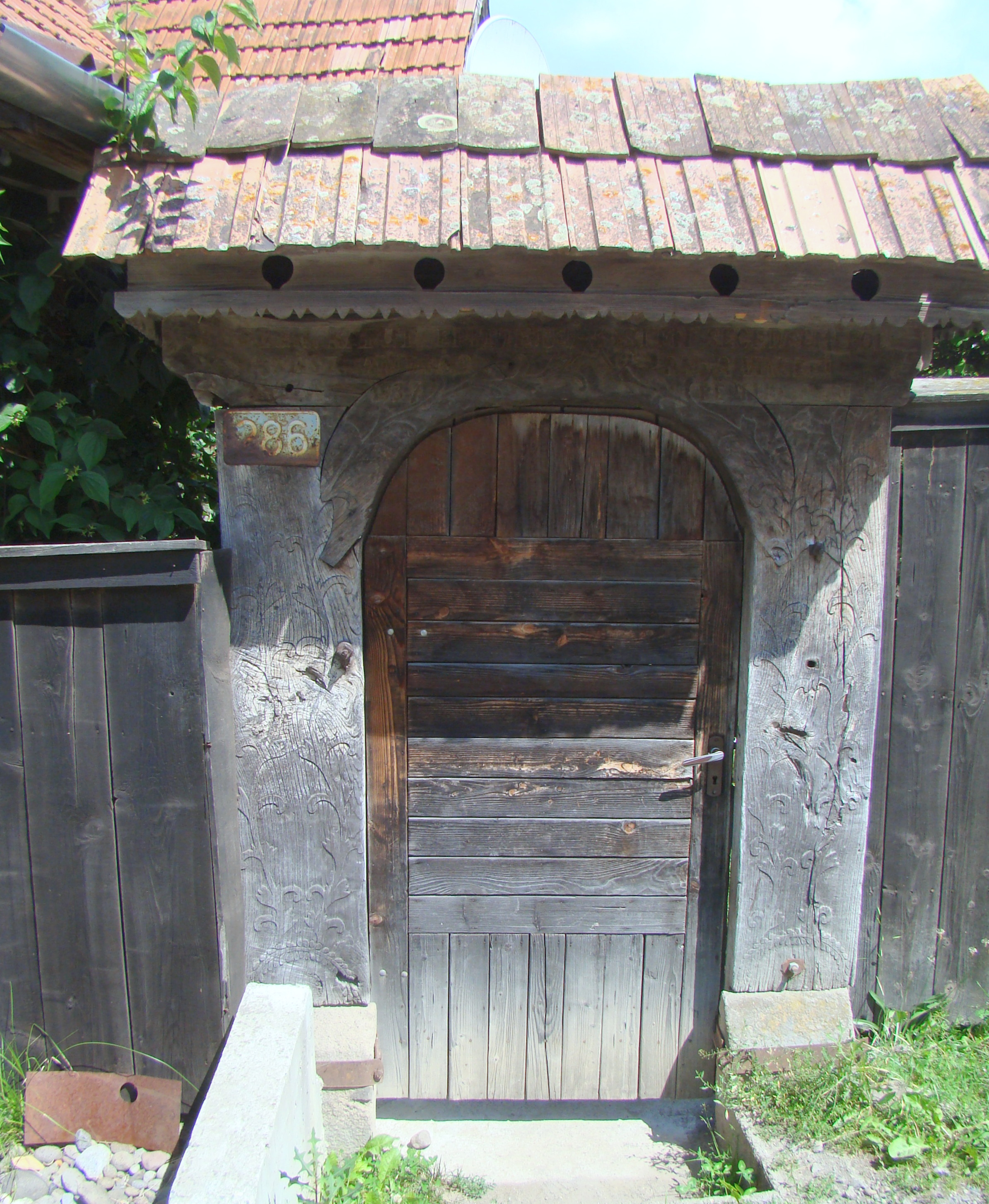
Poartă secuiască de lemn
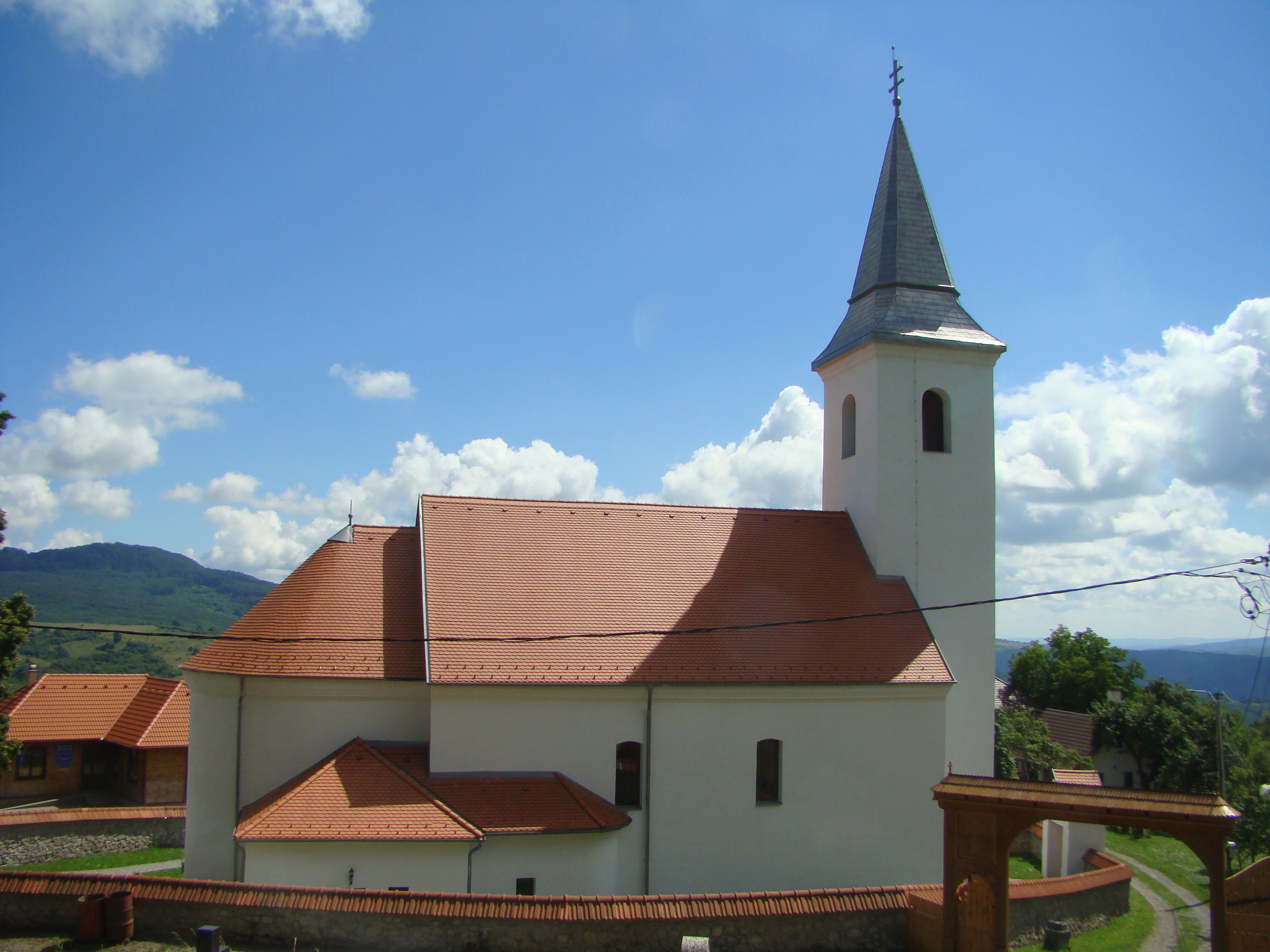
Biserica romano-catolică „Sfânta Maria Magdalena” (1867)
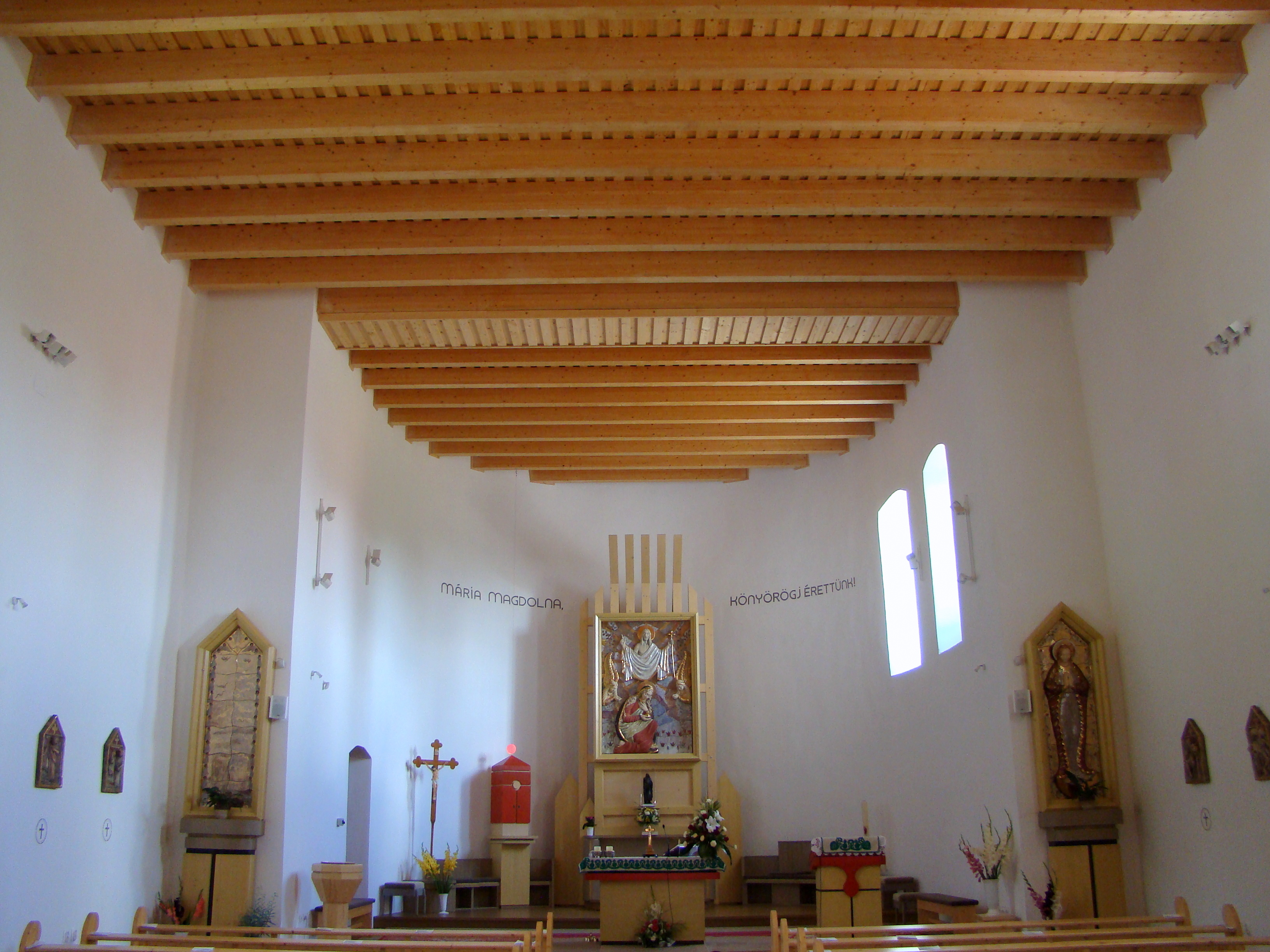
Nava spre altar
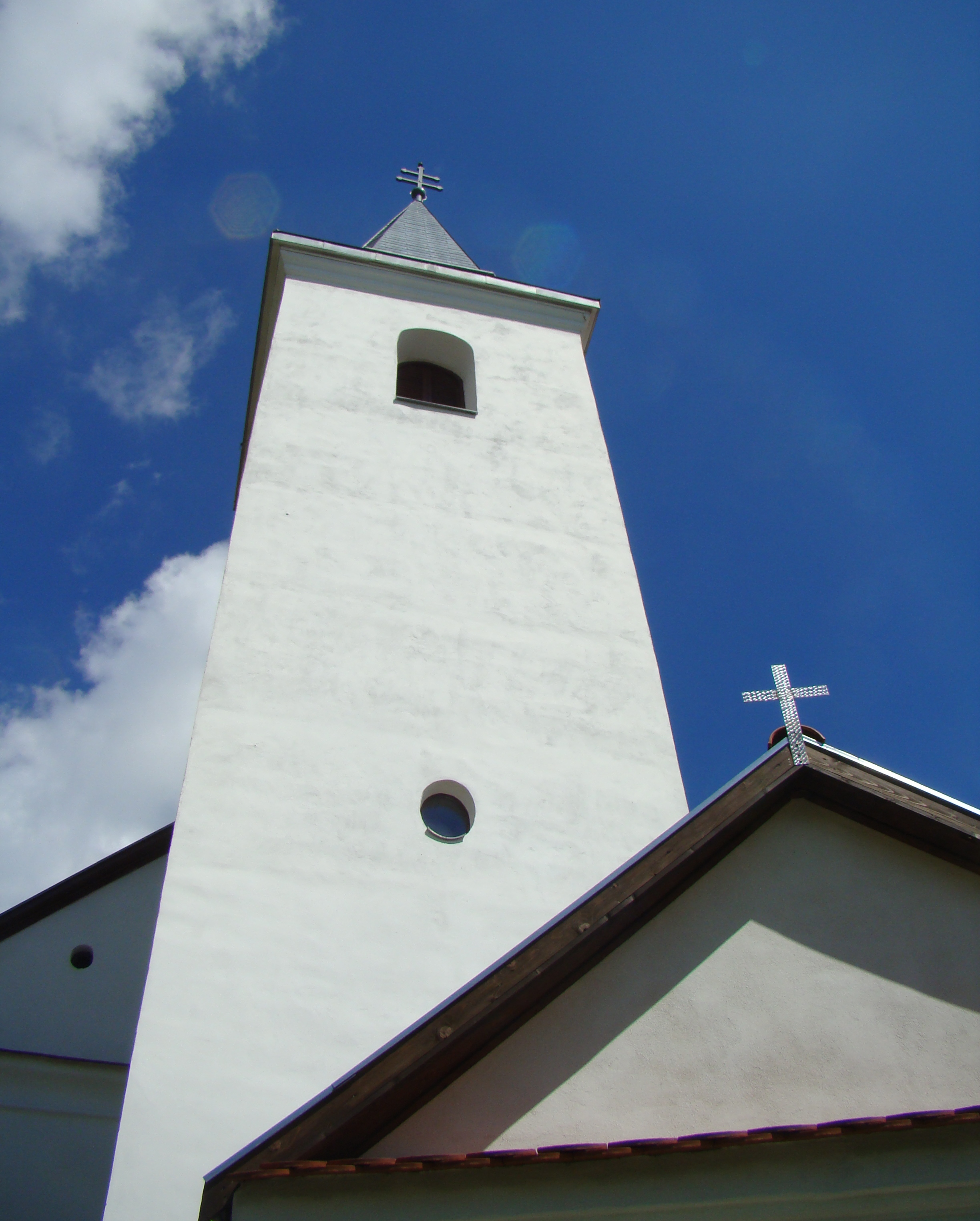
Turnul
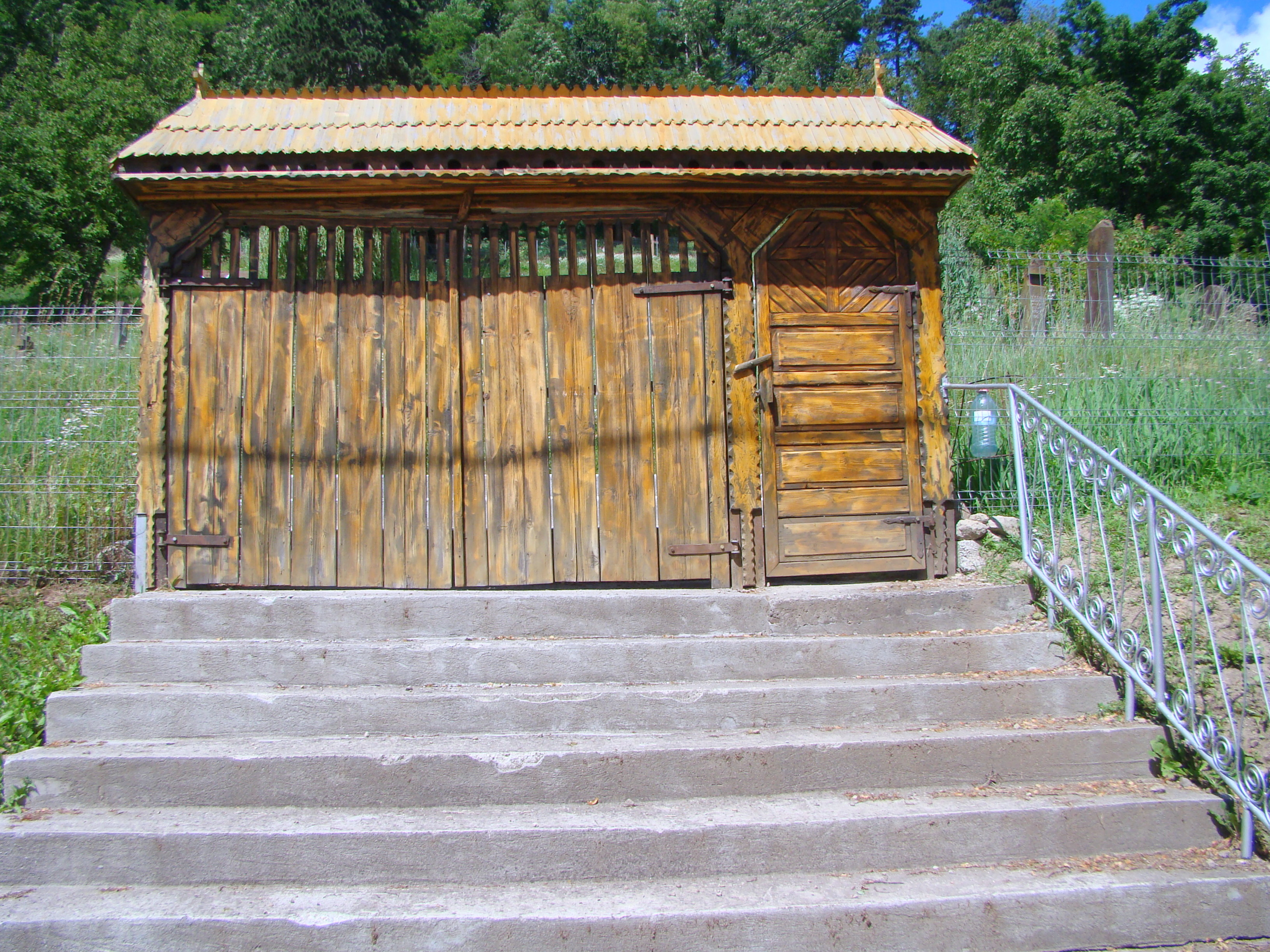
Poarta de lemn a cimitirului
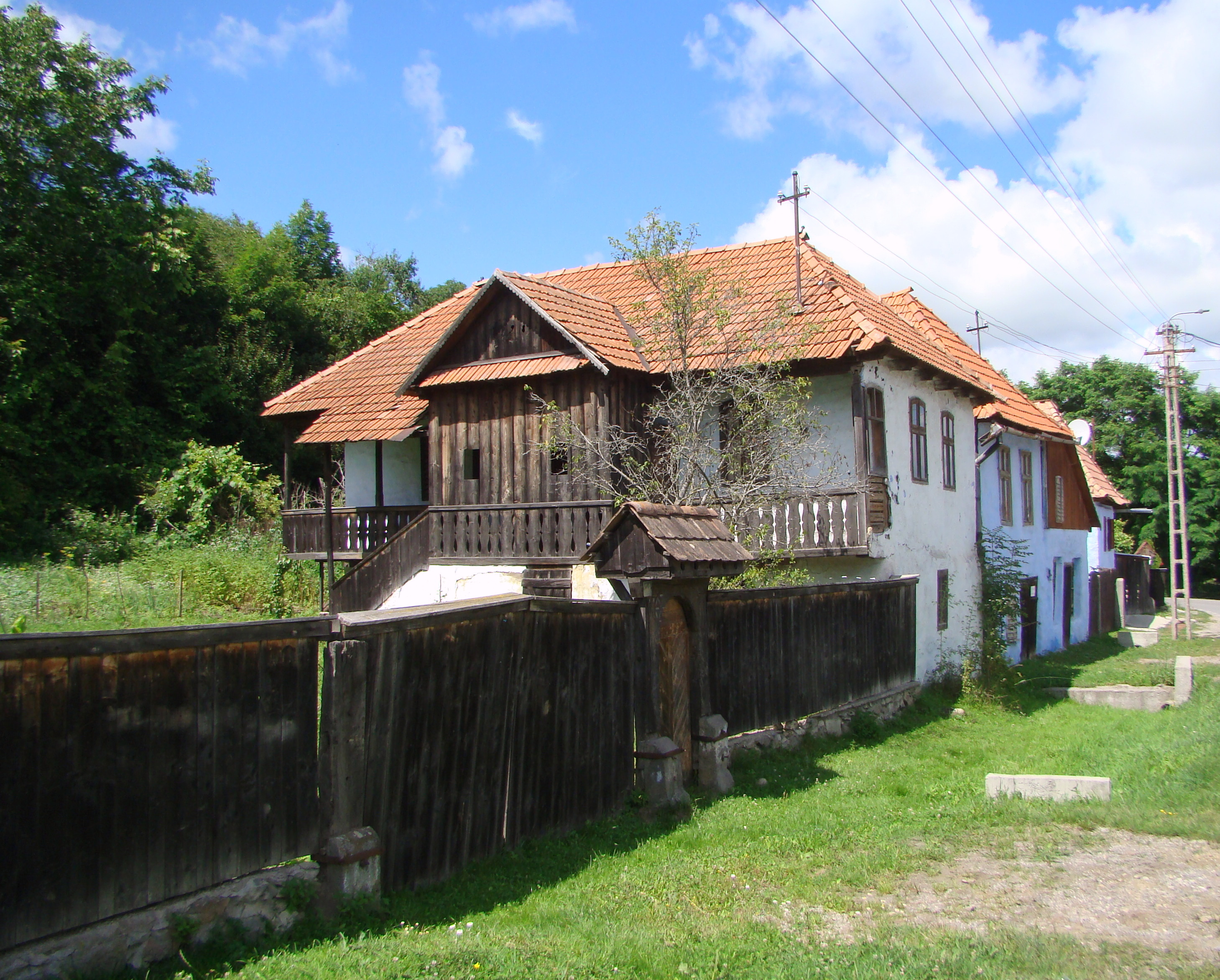
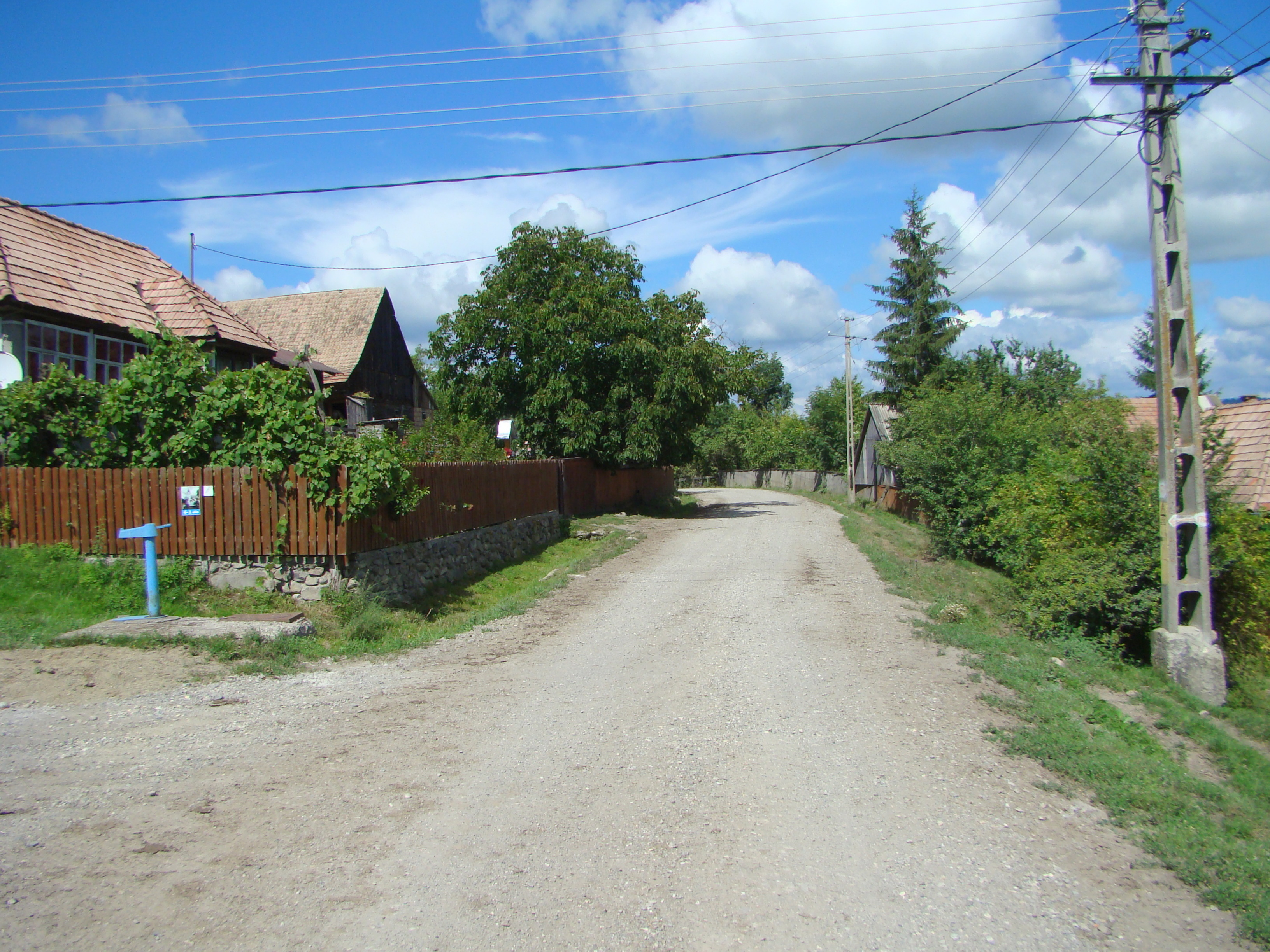
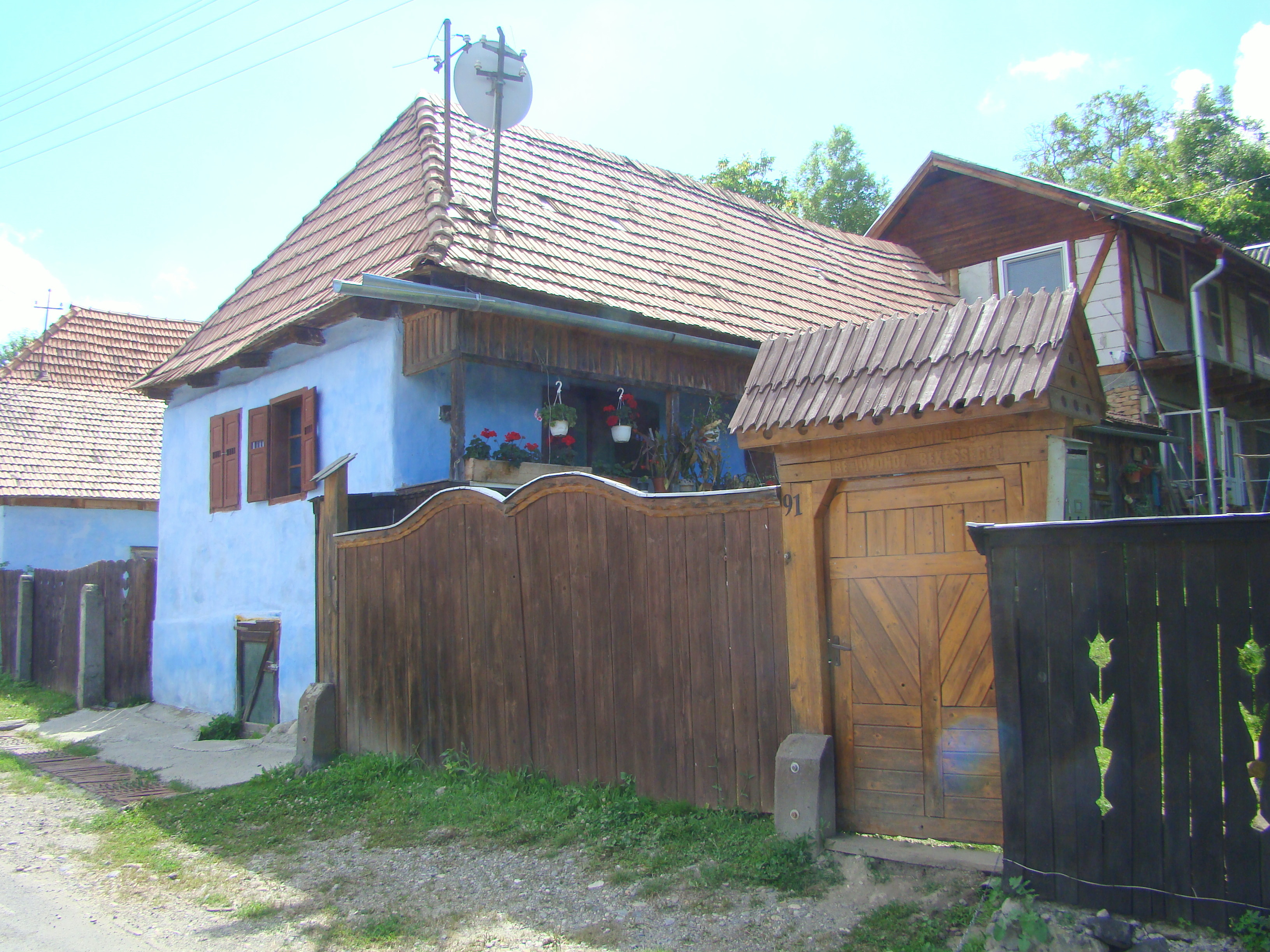
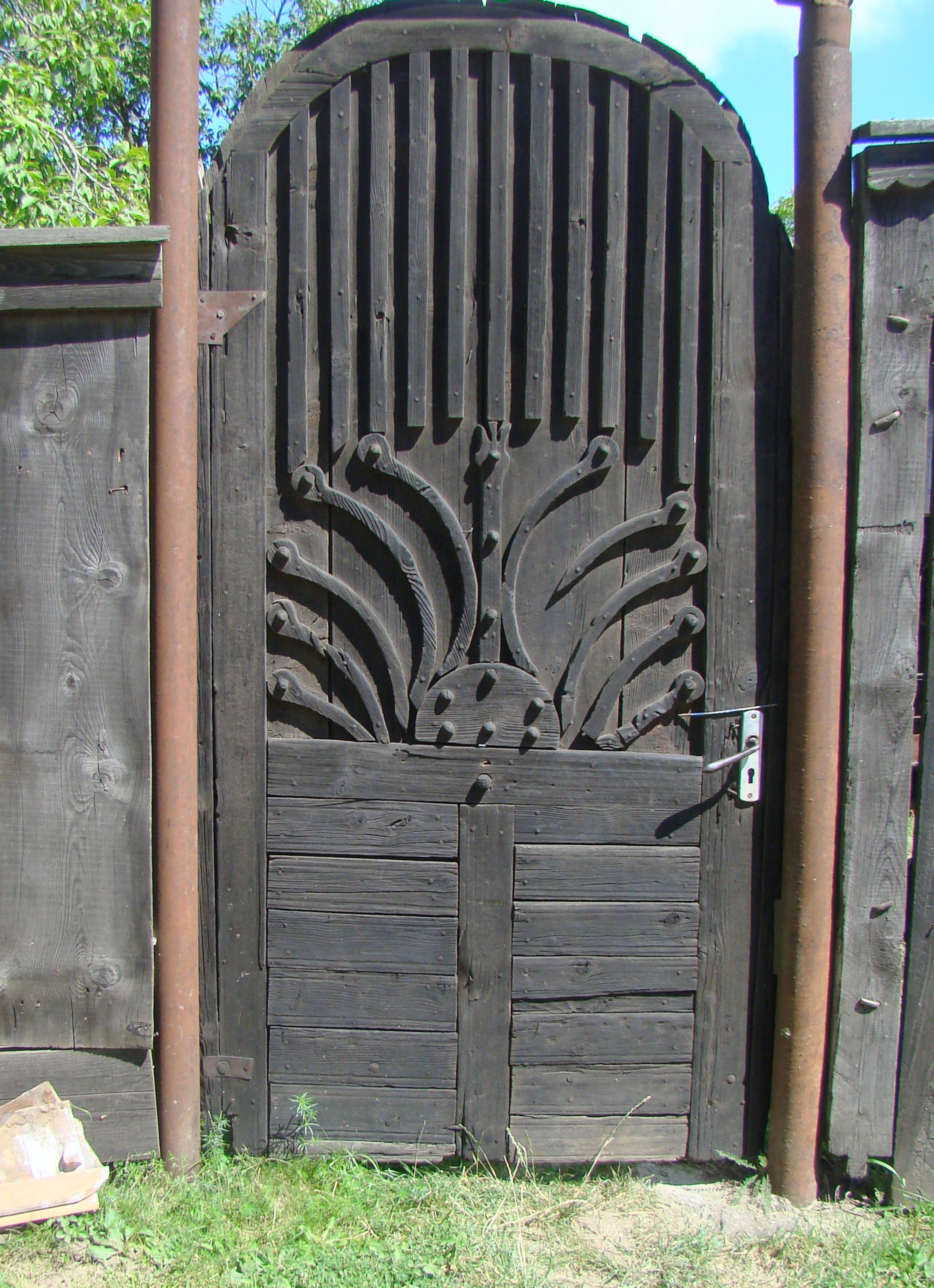
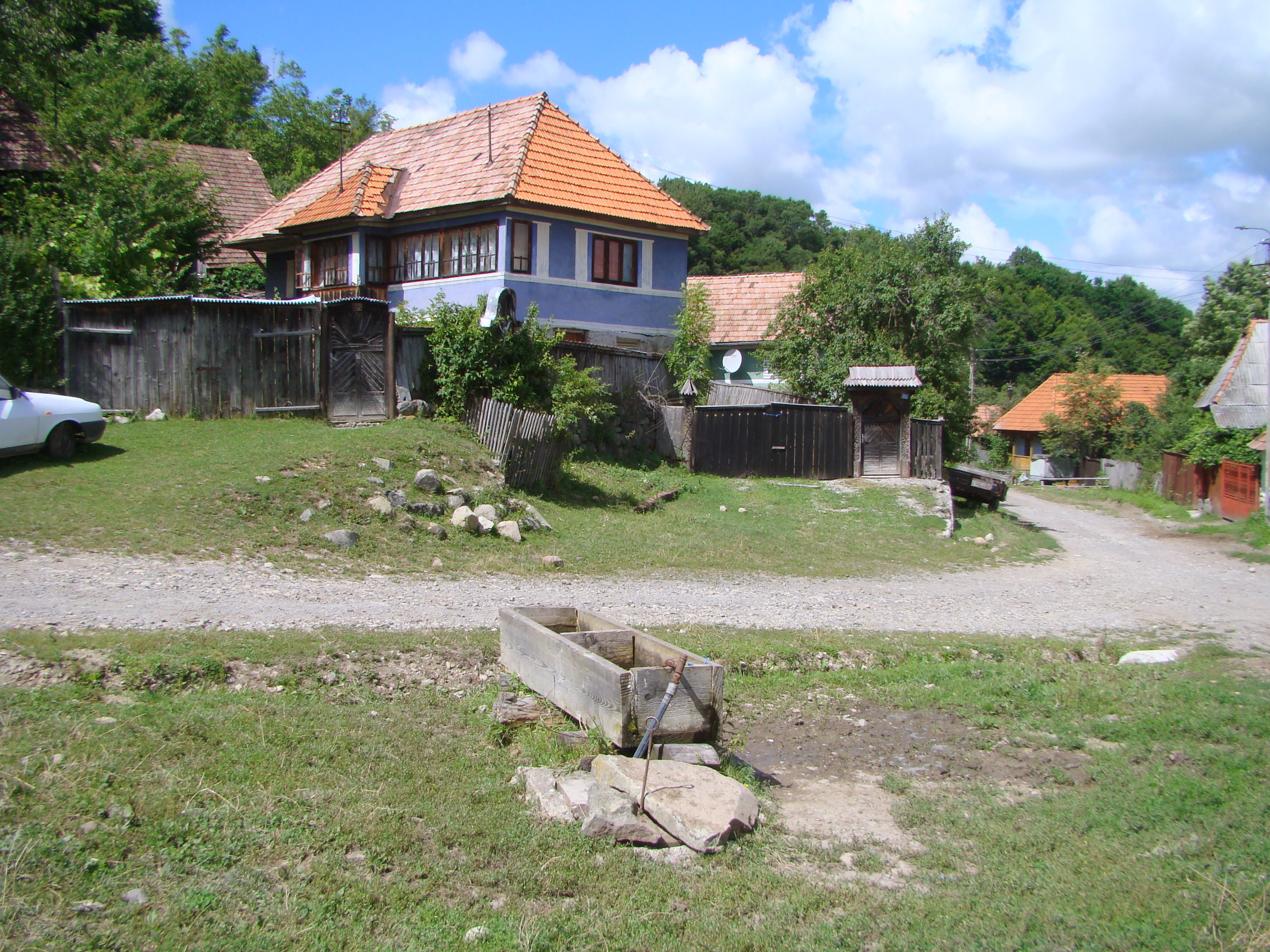
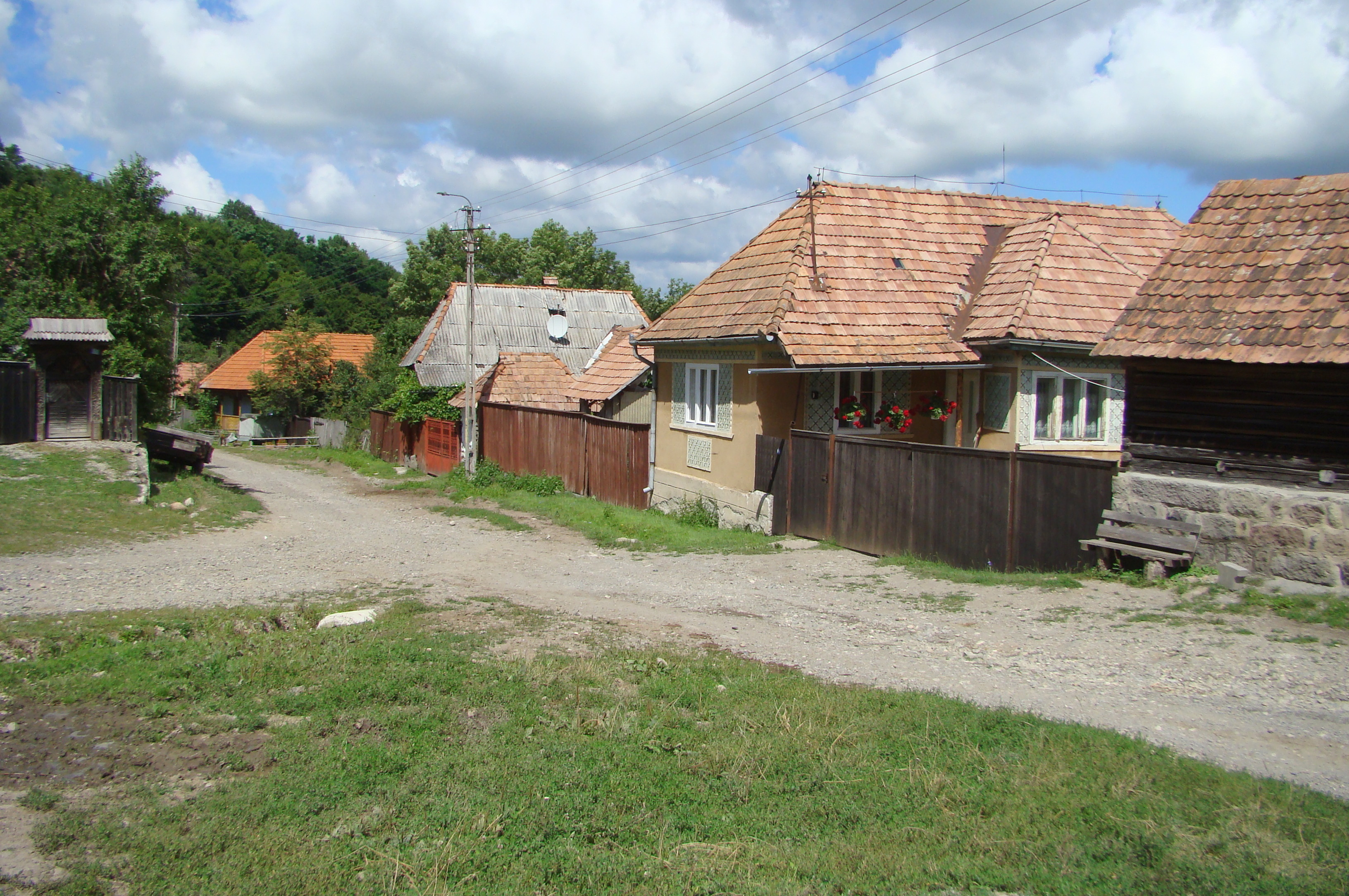
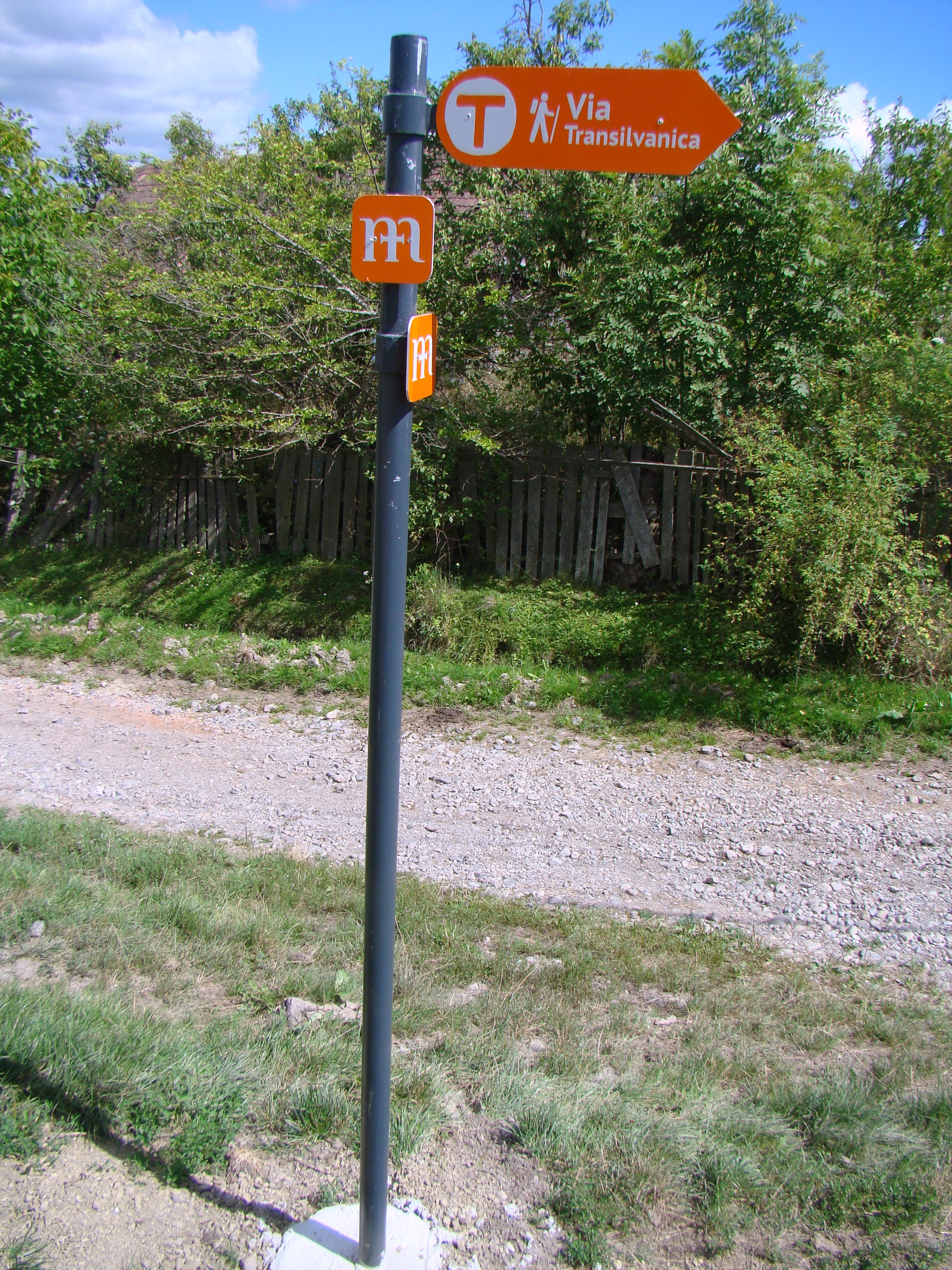

 Acest articol despre o localitate din județul Harghita este deocamdată un ciot. Puteți ajuta Wikipedia prin completarea lui.